# Афино-эгинские войны
Афино-эгинские войны — серия военных конфликтов между Афинами и островом Эгиной, вызванных торговым соперничеством.

## Начало конфликта
Эгина была в гомеровскую эпоху колонизирована аргивянами, пришедшими из Эпидавра, и первое время находилась в зависимости от этого города.
Со временем остров превратился в крупный торговый центр, «так как вследствие скудости почвы население его занималось морской торговлей, отчего мелочной товар назывался „эгинским товаром“». Согласно Эфору, Фидон на Эгине первым стал чеканить серебро, что является анахронизмом, но эгинский монетный стандарт некоторое время доминировал в Греции, и самый богатый грек начала V века до н. э. был гражданином Эгины.
Добившись независимости от Эпидавра, эгинцы установили союзные отношения с Аргосом, а после середины VI века до н. э. — со Спартой.
Истоки стародавней вражды афинян и эгинцев Геродот излагает следующим образом. По преданию, эпидаврская земля была поражена бесплодием, и жители обратились к Дельфийскому оракулу. Пифия повелела им воздвигнуть статуи неким божествам Дамии и Авксесии, но не из бронзы или мрамора, «но только из ствола взращенной человеком маслины». Эпидаврийцы просили у афинян позволения срубить одну из священных маслин, росших на Акрополе, и те согласились при условии принесения ежегодных жертв Афине Палладе и Эрехтею.
Вскоре эгинцы отложились от Эпидавра и начали совершать пиратские набеги на его побережье. Во время одного из нападений они увезли кумиры Дамии и Авксесии и поставили их у себя на острове, в местечке Эя, в двадцати стадиях от города. Лишившись статуй, эпидаврийцы перестали направлять жертвы в Афины, а афинским послам посоветовали искать удовлетворения своих претензий на Эгине. Афиняне потребовали у эгинцев вернуть статуи, но получили отказ. Тогда на остров была направлена триера, экипаж которой попытался забрать кумиры, но, когда афиняне тянули статуи с помощью канатов, разразилась буря и началось землетрясение. «Люди же с триеры, тянувшие канат, от этого потеряли разум и в безумии стали убивать друг друга, как враги, пока из всех их не остался в живых только один, который и возвратился в Фалер».
Этот «странный рассказ» не вызывал доверия уже у современников Геродота. По аргосским и эгинским преданиям, афиняне не ограничились одним кораблём, а направили на остров целую экспедицию, так как Геродот вполне разумно замечает, что «ведь один корабль и даже несколько большее число кораблей эгинцы легко бы отразили, даже если у них самих вовсе не было бы кораблей». Эгинцы не приняли боя, укрывшись в крепости, а афиняне пытались стащить статуи с постаментов, обмотав их верёвками. Их усилия привели к тому, что деревянные статуи чудесным образом опустились на колени, но остались на своих местах (Геродот от себя добавляет, что нисколько не верит в такую басню, но допускает, что другие люди могут верить).
Пока афиняне пребывали в недоумении, отряд аргосцев, тайно переправившийся на помощь эгинцам из Эпидавра, напал на них и отрезал от кораблей. И вот тогда, по преданию, «загремел гром и началось землетрясение».
Весь афинский отряд был перебит, и вернуться на родину удалось лишь одному воину.

По афинскому преданию, впрочем, даже и этот один не спасся, но погиб вот при каких обстоятельствах. Он прибыл в Афины с вестью о несчастье. А жёны воинов, участников похода на Эгину, узнав о том, что из всех спасся только он один, пришли в такое возбуждение, что окружили его со всех сторон (каждая с вопросом, где её муж) и искололи несчастного своими булавками от [застежек на] платье. Так погиб этот человек. Афинян же это злодеяние женщин, по-видимому, ещё более опечалило, чем поражение. Они не знали, чем бы им ещё иначе наказать женщин, и заставили их переменить одежду на ионийскую. До того времени ведь афинские женщины носили дорийскую одежду, совершенно одинаковую с коринфской. Теперь они должны были носить льняные хитоны, чтобы не употреблять застёжек.— Геродот. V. 87
В рассказе Геродота нет хронологических ориентиров, но если он правильно связывает начало конфликта со временем освобождения Эгины от власти Эпидавра, то эти события можно датировать второй половиной VIII века до н. э. (до этого времени у афинян не было кораблей), и не позднее начала VII века до н. э..
Павсаний добавляет к рассказу Геродота, что «сам видел эти статуи и принёс им жертвы так, как принято приносить жертвы в Элевсине».

## Необъявленная война
Возобновление конфликта было связано с попыткой коалиции, состоявшей из Пелопоннесского союза, Фив и Халкиды свергнуть демократию в Афинах. Потерпев в 506 году до н. э. поражение от афинян, фиванцы обратились за помощью к эгинцам, с которыми были связаны мифологическим родством. Островитяне пообещали прислать в качестве помощников магические статуэтки Эакидов.

Когда же фиванцы в союзе с Эакидами пытались напасть на афинян и потерпели тяжкое поражение, то снова отправили послов на Эгину: они отказываются от помощи Эакидов и просят о помощи людьми.— Геродот. V. 81
Эгинцы немедленно начали войну, которую Геродот называет «необъявленной» (πόλεμος ακήρυκτος). Их флот прошёл опустошительным рейдом вдоль побережья Аттики, высаживая десантные отряды, разграбившие Фалер и другие поселения, нанеся афинянам огромный ущерб. По-видимому, в дальнейшем военные действия, в основном, сводились к таким же взаимным набегам и действиям на морских торговых путях в Сароническом заливе, «когда корабли каждой из сторон с ходу атаковали противника».
В 504 году до н. э., когда афиняне готовили ответный удар по Эгине, дельфийское жречество пыталось им помешать, огласив оракул, согласно которому афиняне должны были подождать 30 лет со дня эгинского нападения, и на 31-й год, предварительно посвятив храм Эаку, отправляться в поход. В случае неисполнения воли божества пифия предрекала им долгую борьбу с переменным успехом, но в конце всё же гарантировала полную победу.
Афиняне не захотели ждать, пока вырастет новое поколение бойцов, и решили выполнить половину оракула, построив на рыночной площади храм Эака. Тем не менее, экспедицию пришлось отложить, так как пришли сообщения, что спартанцы созвали совет союзников и готовят новое вторжение в Аттику.

## Эгинскиймидизм
О каких-либо военных действиях до конца первого десятилетия V века до н. э. ничего не известно, но в 491 году до н. э. Эгина была в числе греческих государств, согласившихся предоставить персидскому царю «землю и воду». Афиняне подозревали, что эгинцы собираются напасть на них вместе с персами, и направили жалобу в Спарту, обвинив своих противников в предательстве интересов Эллады.
Спартанцы тотчас отправили на остров своего царя Клеомена с заданием арестовать лидеров олигархов, решивших подчиниться персам, но миссия столкнулась с противодействием, вызванным интригами другого спартанского царя, Демарата. По его наущению вождь эгинских олигархов Криос опротестовал действия Клеомена, заявив, что официальная интервенция законна только во главе с обоими царями. Клеомену пришлось возвращаться в Спарту, но перед отъездом он отпустил в адрес Криоса мрачную шутку, обыграв значение его имени: «Покрой медью свои рога, баран! Тебя ожидает великая беда».
С помощью интриг и подкупа дельфийских жрецов Клеомен добился низложения Демарата и вместе с новым коллегой Леотихидом в сентябре 491 года до н. э. высадился на Эгине, схватил десятерых вождей олигархии, и отправил их заложниками, но не в Спарту, а в Афины. Н.-Дж.-Л. Хэммонд полагает, что Клеомен сделал это по собственной инициативе, чтобы продемонстрировать солидарность с афинянами ввиду предстоявшего персидского вторжения.
Недовольные эгинцы потребовали у спартанского правительства вернуть заложников. В Спарте признали правоту их претензий и постановили выдать эгинцам Леотихида, так как Клеомен к тому времени умер. Эгинцы договорились с Леотихидом, что тот поможет освободить их лидеров, и отправились с ним в Афины, но теперь уже афиняне заявили, что, поскольку они получили пленников от двоих царей, то и вернут их только если за ними явятся оба спартанских царя.
Рассказ Геродота украшен вымышленными речами, но, по мнению Хэммонда, текст написан на основе «бесед с осведомлёнными людьми из Афин, Эгины и Спарты», и если и содержит некоторые риторические преувеличения, то в целом верно передает намерения Афин и Спарты нейтрализовать Эгину силовым путём.

## Возобновление войны
Не добившись возвращения заложников дипломатическими способами, эгинские олигархи решили действовать силой и захватили священный государственный корабль, перевозивший знатнейших афинян на празднество в честь Посейдона, справлявшееся раз в пять лет на мысе Суний.
Хронология последовавших за этим военных действий традиционно вызывает споры. Из рассказа Геродота можно сделать вывод, что операции проводились в конце 491 — начале 490 года до н. э., перед Марафонской битвой, но многие историки сомневаются в том, что эти события могли уместиться в несколько месяцев, и предпочитают их датировать более поздним временем, 488/487 годами до н. э., полагая, что Геродот ошибся с датировкой. Хэммонд считает, что Персидские войны были слишком значительным рубежом, чтобы люди V века до н. э. могли ошибиться, датируя те или иные события временем до и после них (тем более, что на публичных чтениях «Истории» слушатели бы непременно обратили внимание автора на ошибку). Фукидид также подтверждает, что одно из указанных Геродотом событий предшествовало Персидским войнам.
По мнению Хэммонда, эгинцы устроили засаду в декабре 491 года до н. э., во время священного перемирия в месяце посидеон, когда Леотихид был на обратном пути в Спарту. По словам Геродота, жаждавшие мести афиняне нашли союзника в лице жившего на Эгине «почтенного человека по имени Никодром», ранее изгнанного олигархами, и теперь рассчитывавшего произвести переворот при помощи иностранной интервенции. Хэммонд считает его лидером местных демократов.
Был назначен день вооружённого выступления, но у афинян было всего 50 кораблей, и с такими силами они опасались атаковать Эгину. Послы, направленные в Коринф, добились предоставления ещё 20 галер (поскольку дарить их было запрещено, коринфяне продали корабли по символической цене в пять драхм за штуку).

## Афинская экспедиция
В условленный день Никодром овладел эгинским Нижним городом, но афинский флот опоздал на сутки, и к этому времени восстание было подавлено. Никодрому с частью сторонников удалось спастись бегством. Афиняне перевезли их на Суний, откуда впоследствии изгнанники совершали нападения на Эгину. С теми, кто не смог скрыться, олигархи жестоко расправились:

Жирные эгинцы одолели тогда [простой] народ, восставший вместе с Никодромом, и повели затем захваченных в плен повстанцев на казнь. С тех пор они навлекли на себя проклятие, которое не смогли уже искупить жертвами, несмотря на все старания. И только после изгнания [богачей] с острова богиня вновь стала милостивой к ним. Ведь тогда они захватили в плен живыми 700 человек из народа и предали казни. Одному из пленников удалось вырваться из оков и бежать к портику святилища Деметры Фесмофоры. Ухватившись за дверное кольцо, он крепко держался. Преследователи, несмотря на все усилия, не могли оттащить его. Тогда они отрубили руки несчастному и увели на казнь. А руки его, словно приросшие к дверному кольцу, продолжали висеть.— Геродот. VI. 91
В морском сражении афиняне разгромили эгинцев, и те, как встарь, обратились за помощью к аргосцам. К этому времени аргосская олигархия, ослабленная тяжелейшими потерями в битве при Сепее, лишилась власти, и новое демократическое правительство отказало Эгине в официальной поддержке, лишь позволив набрать отряд добровольцев. Геродот объясняет отказ Аргоса тем обстоятельством, что ранее эгинцы были вынуждены предоставить свои корабли для транспортировки войск Клеомена, напавшего на аргосцев. В ответ Аргос потребовал от Эгины выплатить большой штраф, но островитяне отказались признавать свою вину.
На Эгину отправилась тысяча добровольцев. Л. Г. Джеффери предполагает, что они были аристократами, не испытывавшими симпатий ни к собственной демократии, ни к афинской. Большинство из них погибло при обороне Эгины, осаждённой афинянами. Предводитель отряда Эврибат, победитель в пентатле на Немейских играх, одолел в единоборстве троих афинских бойцов, но был убит четвёртым — Софаном Декелейским.
Эгинцам удалось отразить афинское нападение, и их флот взял реванш, нанеся поражение стоявшим в беспорядке кораблям противника, захватив четыре из них вместе с экипажами. По мнению Хэммонда, это могло произойти в марте 490 года до н. э., и афиняне потеряли пленными до 800 человек.

## Окончание войны
Во время вторжения Датиса и Артаферна Эгина не предпринимала враждебных действий. Вероятно, Мильтиаду удалось её временно нейтрализовать, но в 486—483 годах до н. э. война возобновилась, и эгинский флот, по-видимому, вновь доказал своё превосходство над афинским. Когда военные действия были в разгаре, Фемистокл убедил сограждан в необходимости создания сильного флота, без которого нельзя добиться победы.
В 483/482 году до н. э. была утверждена военно-морская программа, предусматривавшая использование доходов от государственных Лаврийских рудников, где незадолго до этого была обнаружена новая обильная жила, для увеличения численности флота до 200 триер. Фемистокл, понимавший, что новое вторжение персы, скорее всего, предпримут с моря, действовал с дальним прицелом, готовя, под предлогом борьбы с Эгиной, корабли для схватки с более сильным противником.
До 481 года до н. э. Эгина оставалась ведущей державой Эгейского моря, «вождём островитян», по выражению Плутарха, а Евсевий Кесарийский включает её в свой «Список талассократий», но к концу десятилетия новый афинский флот, вероятно, втрое превысил численностью эгинский, а также было подготовлено до 40 000 обученных моряков.
Угроза персидского нашествия заставила греков прекратить конфликты, и с образованием в 481 году до н. э. Эллинского союза война Афин с Эгиной закончилась. Во время персидского вторжения в Аттику эгинцы предоставили убежище семьям афинян; перед Саламинским сражением остров был одной из баз объединённого флота, в составе которого эгинские корабли уступали числом только афинским.
Геродот подводит итоги этого длительного конфликта следующими словами:

Эта-то вспыхнувшая тогда война с Эгиной и спасла Элладу, заставив Афины превратиться в морскую державу. Хотя корабли эти не нашли применения против эгинцев (для чего были построены), но теперь они пригодились Элладе.— Геродот. VII. 144
По словам Павсания, афиняне, павшие в этой войне, были погребены вдоль дороги в Академию, в месте, являвшемся своеобразным воинским мемориалом.

## Афино-эгинская война 459—457 годов до н. э.
Новая война началась в ходе преобразования Делосского морского союза в Афинскую морскую державу и была составной частью более крупного конфликта, известного как Первая Пелопоннесская война.
Фукидид, кратко описывающий ход военных действий, не называет причин войны, а по мнению Диодора Сицилийского такой причиной было «восстание» эгинцев, под которым исследователи понимают выход Эгины из Делосского союза в 464 году до н. э.
Разгромив в 459 году до н. э. эгинский флот в сражении у берегов острова и захватив 70 кораблей противника (с обеих сторон в битве участвовали силы союзников), афиняне под командованием Леократа высадились на Эгине и осадили город. Пелопоннесские союзники эгинцев направили им на помощь триста гоплитов, а коринфяне произвели диверсию в Мегариде, но были разбиты.
Спарта не решилась оказать прямую помощь эгинцам, и после битвы при Энофитах, переломившей ход войны в пользу Афин, Эгина в 457 году до н. э. была вынуждена капитулировать, срыть стены, выдать корабли и выплачивать форос в размере 30 талантов, фактически войдя в состав «Афинской империи».

## Пелопоннесская война
В период обострения отношений между Афинским и Пелопоннесским союзами в конце 430-х годов до н. э. эгинцы тайно через Коринф обратились к Спарте с жалобами на афинян, не предоставивших им автономии, предусмотренной Тридцатилетним миром 445 года до н. э.
Автономия для Эгины стала одним из трёх основных требований спартанцев к афинянам (наряду с изгнанием святотатцев и снятием осады Потидеи). В результате, в первую же летнюю кампанию (431 год до н. э.) афинские войска изгнали всех эгинцев с острова, «поставив им в вину то, что они были главными виновниками войны». Афины посчитали разумным заселить лежащую напротив Пелопоннеса Эгину своими колонистами.
Спартанцы предоставили изгнанникам для поселения город Фирею на границе Лаконики и Арголиды, «отчасти из вражды к афинянам, отчасти за те благодеяния, какие оказали им эгинцы во время землетрясения и восстания илотов». Часть эгинцев приняла предложение, а другие разбрелись по разным городам Греции.
В 424 году до н. э., в ходе рейда афинской эскадры вдоль лаконского побережья, с кораблей Никия был высажен десант. Эгинцы, строившие береговое укрепление, при появлении противника отступили и закрепились в верхнем городе, а спартанский гарнизон, помогавший при строительстве, не рискнул вступать в борьбу с превосходящими силами афинян и ушёл в горы. Фирея была взята штурмом и полностью разрушена, уцелевших эгинцев победители угнали в рабство.
После уничтожения афинского флота в 404 году до н. э. при Эгоспотамах Лисандр вернул на остров оставшихся эгинцев. Они получили автономию под надзором спартанского гармоста.